# دیگاه
دیگاه (به ترکی آذربایجانی: Digah) یک منطقهٔ مسکونی در جمهوری آذربایجان است که در شهرستان ماساللی واقع شده‌است. دیگاه ۳٬۷۲۲ نفر جمعیت دارد.

## ریشه واژه
دی در زبان‌های تالشی و تاتی به‌معنای روستا و گاه به‌معنای مکان و زمین است و معنای کلی آن به‌صورت زمین روستایی یا روستا است.